# Жарниково
Жарниково — посёлок в Каргапольском районе Курганской области. Входит в состав Журавлевского сельсовета.

## Географическое положение
Расположено примерно в 6 км к югу от села Журавлево, в 16 км к юго-западу от райцентра Каргаполье. Остановочный пункт Южно-Уральской железной дороги.

## История
8 декабря 1928 года проект строительства железной дороги Шадринск-Курган был рассмотрен и утвержден в Москве в центральном отделе строительства железных дорог НКПС (ЦОС). Дорога была сдана в эксплуатацию в 1934 году. В этот период времени появился остановочный пункт Жарниково Пермской железной дороги (с 1934 года — Южно-Уральской железной дороги). Назван по расположенной в 5 км. (по прямой) к юго-западу деревне Жарникова.

## Население
| 1989 | 2002 | 2010 |
| ---- | ---- | ---- |
| 14   | ↘5   | ↘0   |

Национальный состав
- На 2010 год постоянного населения не имелось[2].
- По данным переписи населения 2002 года проживало 5 человек, все русские.